# ۱۲۵۱ (قمری)
۱۲۵۱ (قمری)، هزار و دویست و پنجاه و یکمین سال در گاهشماری هجری قمری است. اول محرم این سال برابر با بیست و نهم آوریل سال ۱۸۳۵ میلادی است.

## رویدادها
تولد میرزا حسن اصفهانی صفی علیشاه

## وابسته
- قلهک